# Collection des Orchidées
Collection des Orchidées (abreviado Coll. Orchid.) es un libro con ilustraciones y descripciones botánicas que fue escrito por el naturalista, botánico alemán-holandés Carl Ludwig Blume y publicado en Ámsterdam en 1858 a 1859 con el nombre de Collection des Orchidées le plus remarquables de l'Archipel Indien et du Japon.
Se trata de una reedición, con cambios menores, de Florae Javae et insularum Adjacentium Serie Nova. vol. 1 (Orchideae), es decir, el título, la portada,  y la dedicación son diferentes, el prefacio  es una traducción francesa del prefacio en latín de  Flora Javae.

## Publicación
- Partes n.º 1-2, Jan--Oct 1858;
- Partes n.º 3-4,  1858 or early 1859;
- Partes n.º 5-6,  1858 or early 1859;
- Partes n.º 7-8, Dec 1859,
- Partes n.º 9-10,  Dec 1859;
- Partes n.º 11-12,  Dec 1859